# Wilhelm Friedrich Hezel
Wilhelm Friedrich Hezel est un orientaliste, théologien, exégète et professeur d'université allemand, né à Königsberg in Bayern le 16 mai 1754 et mort à Tartu en Estonie le 12 juin 1829. 

## Biographie
Hezel est le fils d'un pasteur de Königsberg. En 1772, il commence des études de théologie à l'université d'Iéna et obtient son doctorat en 1775 ; cette même année, il est précepteur à Hohenstein près de Cobourg en Bavière ; sans avoir reçu les ordres, il prêche dans la chapelle du château. Il enseigne à l'université d'Iéna à partir de 1775 en tant que privatdozent. En 1776, le duc de Saxe-Hildburghausen lui confère le titre de conseiller de cour (Hofrat). Il s'installe à Ilmenau pour poursuivre des travaux de recherche. Il y épouse en 1778 Charlotte Schwabe, qui publie en 1779 un magazine féminin bimensuel Das Wochenblatt für's Schöne Geschlecht ; en 1780, il y achète le domaine de Grenzhammer et y commence la rédaction de Die Bibel alten und neuen Testaments mit vollständigen erklärenden Anmerkungen, exégèse de la Bible qui comportera 10 volumes dont la publication s'étale de 1780 à 1791. 
Le 3 mai 1786, Hezel est nommé professeur de littérature orientale et biblique à l'université de Gießen. Il entre au Geheimer Rat de Hesse en 1788, est nommé recteur de l'université en 1793 et conservateur de la bibliothèque en 1800, et en 1791 définiteur du consistoire ecclésiastique de Giessen. 
En septembre 1801, Wilhelm Friedrich Hezel est nommé professeur d'exégèse et de langues orientales à l'université de Tartu où il enseigne jusqu'en 1820 ; en 1805, il obtient le titre de docteur en théologie.

## Principaux ouvrages
- Gedanken über den Babylonischen Stadt- und Thurmbau, Hildburghausen, J. G. Hanisch, 1774.
- Geschichte der hebräischen Sprache und Litteratur, Halle, C. H. Hemmerde, 1776.
- Erleichterte arabische Grammatik : nebst einer Kurzen arabischen chrestomathie, Iéna, F. Fickelscherr, 1776.
- Neue Uebersetzung und Erklärung des Hohen Liedes Salomons : nebst zween Briefen an einem Staatsmann an einem herzogl. Sächsis. Hofe, über einige interessante Gegenstände der Bibel, Leipzig et Breslau, 1777.
- Ausführliche hebraeische Sprachlehre, Halle, J. J. Gebauer, 1777.
- Über die Quellen der Mosaischen Urgeschichte, Lemgo, Meyer, 1780.
- Die Bibel alten und neuen Testaments mit vollständigen erklärenden Anmerkungen, Lemgo, Meyer, 1780–1791, 10 vol.
- Biblisches Reallexicon, Leipzig, Weygand, 1783–1785, 3 vol.
- Anweisung zur arabischen Sprache bei Ermangelung alles mündlichen Unterrichts, Leipzig, A. F. Böhme, 1784–1785, 2 vol.
- Anweisung zum Chaldäischen bey Ermanglung alles mündlichen Unterrichts, Lemgo : Meyer, 1787.
- Syrische Sprachlehre, durchaus nach seiner hebräischen eingerichtet zum Gebrauch seiner Zuhörer, nebst den nöthigen Paradigmen in Tabellen, Lemgo, Meyer, 1788.
- Anleitung zur Bildung des Geschmacks für alle Gattungen der Poesie, Hildburghausen, J. G. Hanisch, 1791.
- Allgemeine Nominal-Formenlehre der Hebräischen Sprache zur Sicherung und Erleichterung dieses Sprachstudiums, Halle, J. J. Gebauer, 1793.
- Vorlesungen über die Federsche Logik und Metaphysik für Anfänger auf Schulen und Universitäten, Lemgo, Meyer, 1793–1794, 2 vol.